# Казале Мацарела (Потенца)
Казале Мацарела (итал. Casale Mazzarella) је насеље у Италији у округу Потенца, региону Базиликата.
Према процени из 2011. у насељу је живело 13 становника. Насеље се налази на надморској висини од 758 м.